# Snatam Kaur
Snatam Kaur (pendż. ਸਨਾਤਮ ਕੌਰ ਖ਼ਾਲਸਾ, ur. 1972 w Trinidadzie w stanie Kolorado) – amerykańska wokalistka i autorka tekstów. Snatam Kaur wykonuje sikhijskie mantry w języku pendżabskim, oraz kompozycje w języku angielskim we współczesnych aranżacjach.

## Życiorys
Rodzina Snatam Kaur przeprowadziła się do Kalifornii, gdy ta miała dwa lata. Cztery lata później rodzina piosenkarki przeniosła się do Indii, gdzie jej matka studiowała Kirtan. Snatam mieszkała na farmie w pobliżu Bolinas w Kalifornii do 8 klasy, a następnie przeniosła się do Mill Valley w 1986 roku. W okresie dzieciństwa, grała kirtan z matką w świątyniach oraz podczas ceremonii religijnych. Uczęszczała do Tamalpais High School w Mill Valley. Grała tam na skrzypcach w orkiestrze szkolnej.
Po ukończeniu szkoły średniej Snatam rozpoczęła studia w Mills College w Oakland, w Kalifornii gdzie uzyskała tytuł inżyniera w dziedzinie biochemii. Później wróciła do Indii, by studiować Kirtan u byłej nauczycielki matki - Bhai Hari Singh. W 1997 r. Kaur rozpoczęła karierę jako technolog żywności w Peace Cereals w Eugene w stanie Oregon.

## Dyskografia
- Prem (Love) (2003, Spirit Voyage Music)
- Shanti (2003, Spirit Voyage Music)
- Grace (2004, Spirit Voyage Music)
- Mother's Blessing oraz Prabhu Nam Kaur (2005, Spirit Voyage Music)
- Celebrate Peace (2005, Spirit Voyage Music)
- Anand (2006, Spirit Voyage Music)
- 'LIVE in Concert (2007, Spirit Voyage Music)
- Liberation's Door With Guru Ganesha Singh (2009, Spirit Voyage Music)
- The Essential Snatam Kaur: Sacred Chants For Healing (2010, Spirit Voyage Music)
- Divine Birth (2010, Spirit Voyage Music)
- RAS (2011, Spirit Voyage Music)
- Sat Nam! With Siri Nam Singh (2013, Spirit Voyage Music)
- Light of the Naam: Morning Chants (2014, Spirit Voyage Music)
- Beloved (2018, Spirit Voyage Music)